# Flakpanzer IV
 (janvier 2013).
Si vous disposez d'ouvrages ou d'articles de référence ou si vous connaissez des sites web de qualité traitant du thème abordé ici, merci de compléter l'article en donnant les références utiles à sa vérifiabilité et en les liant à la section « Notes et références ».

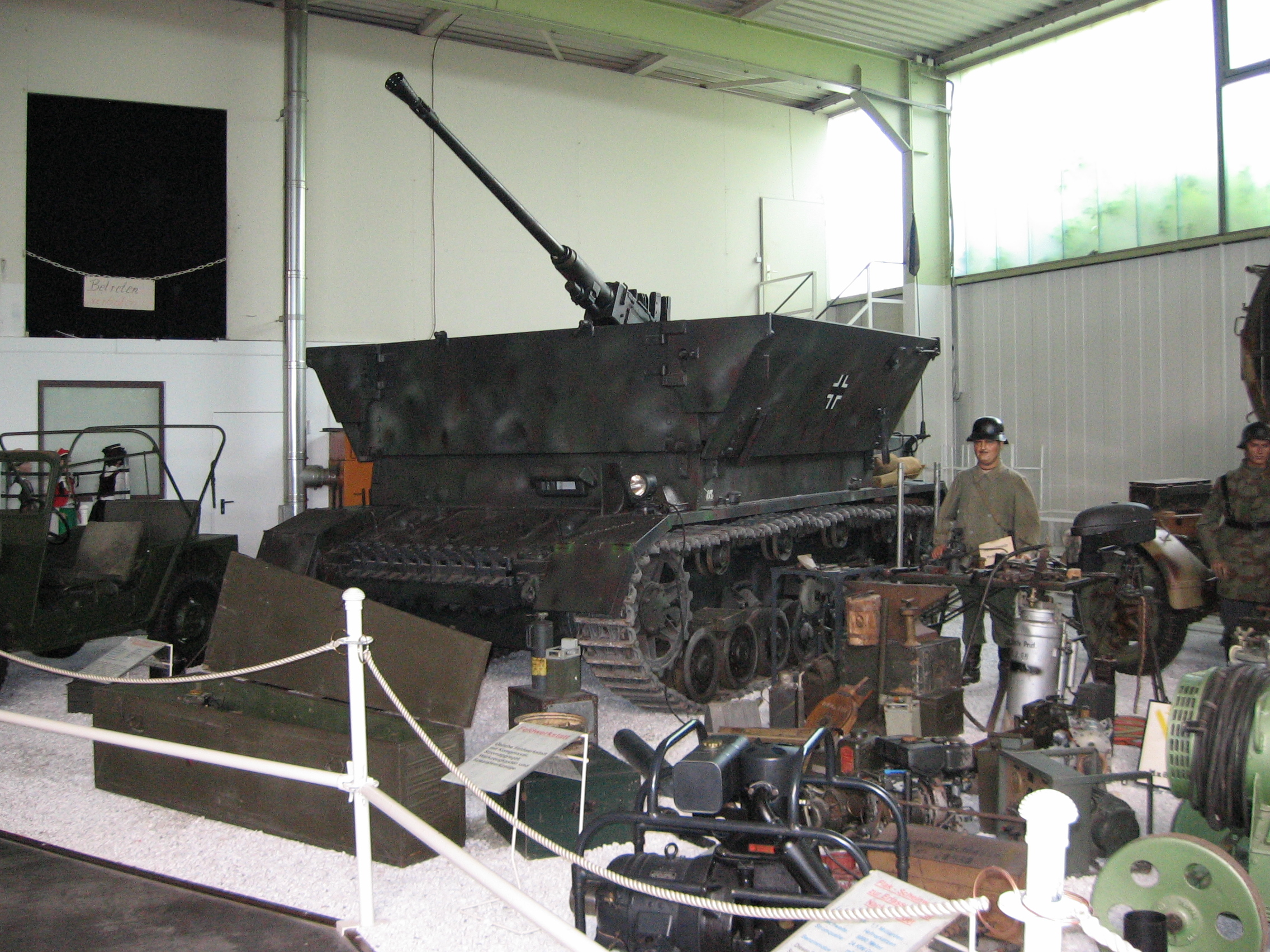
Flakpanzer Möbelwagen.

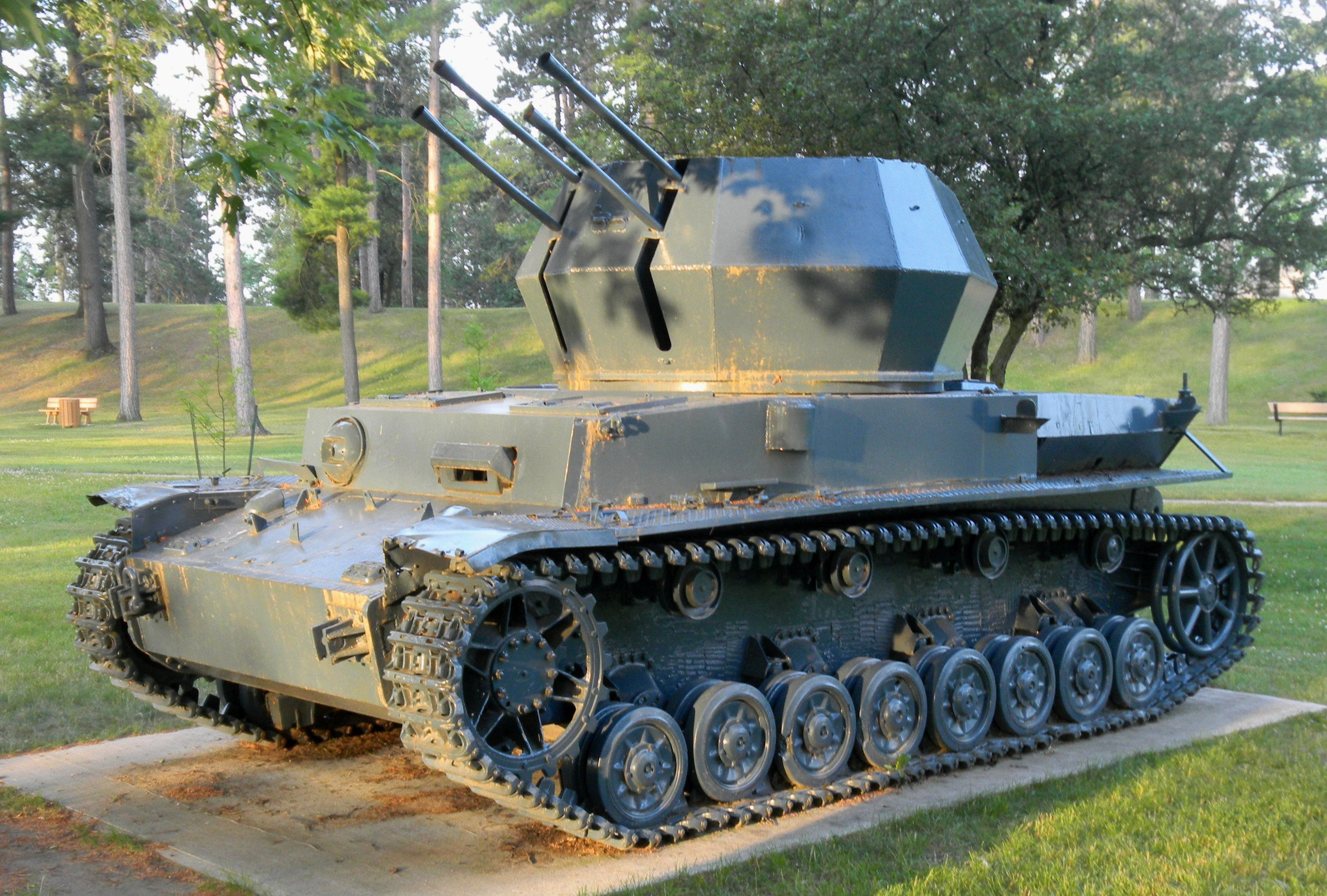
Flakpanzer Wirbelwind.

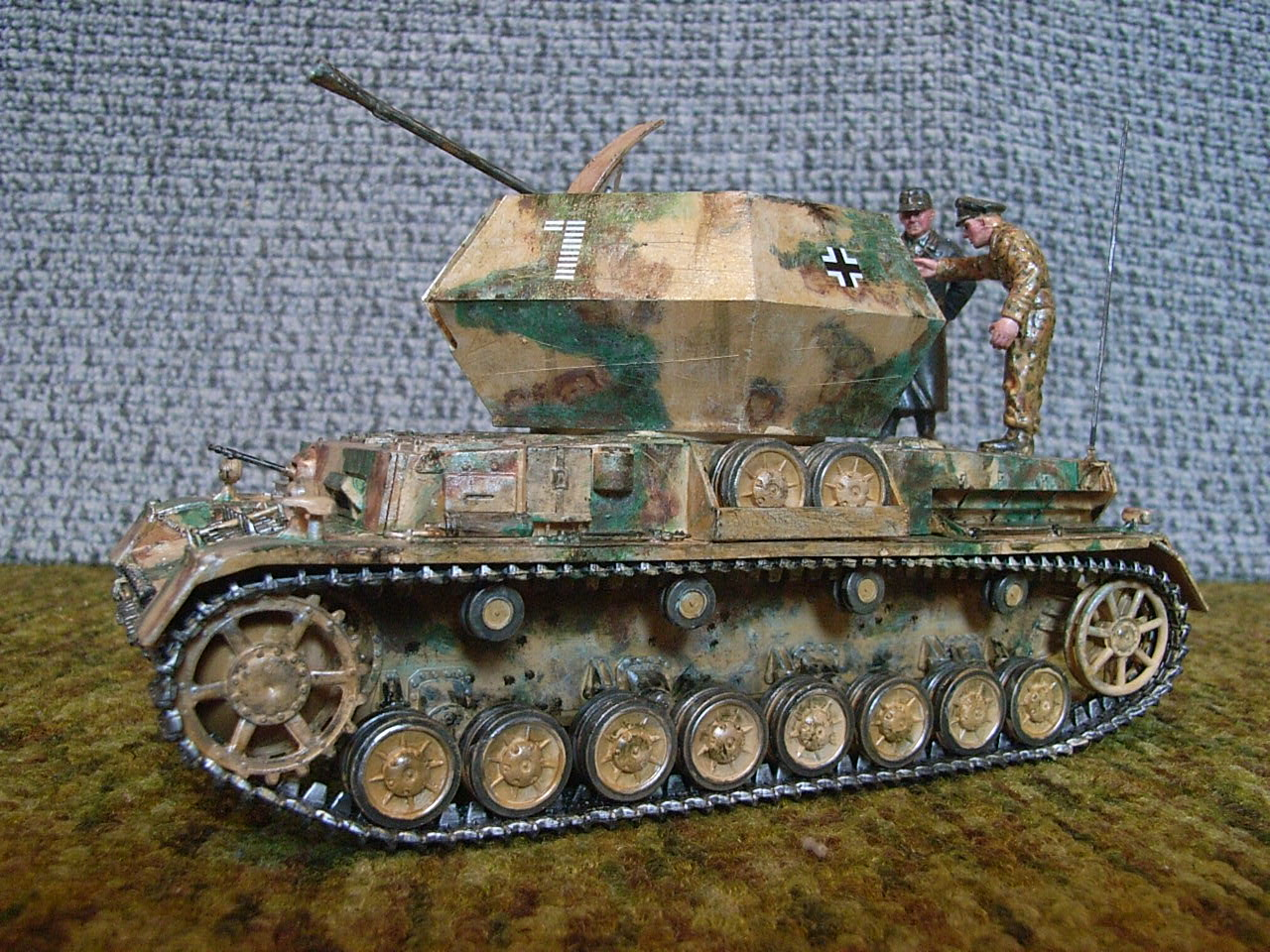
Flakpanzer Ostwind (maquette).

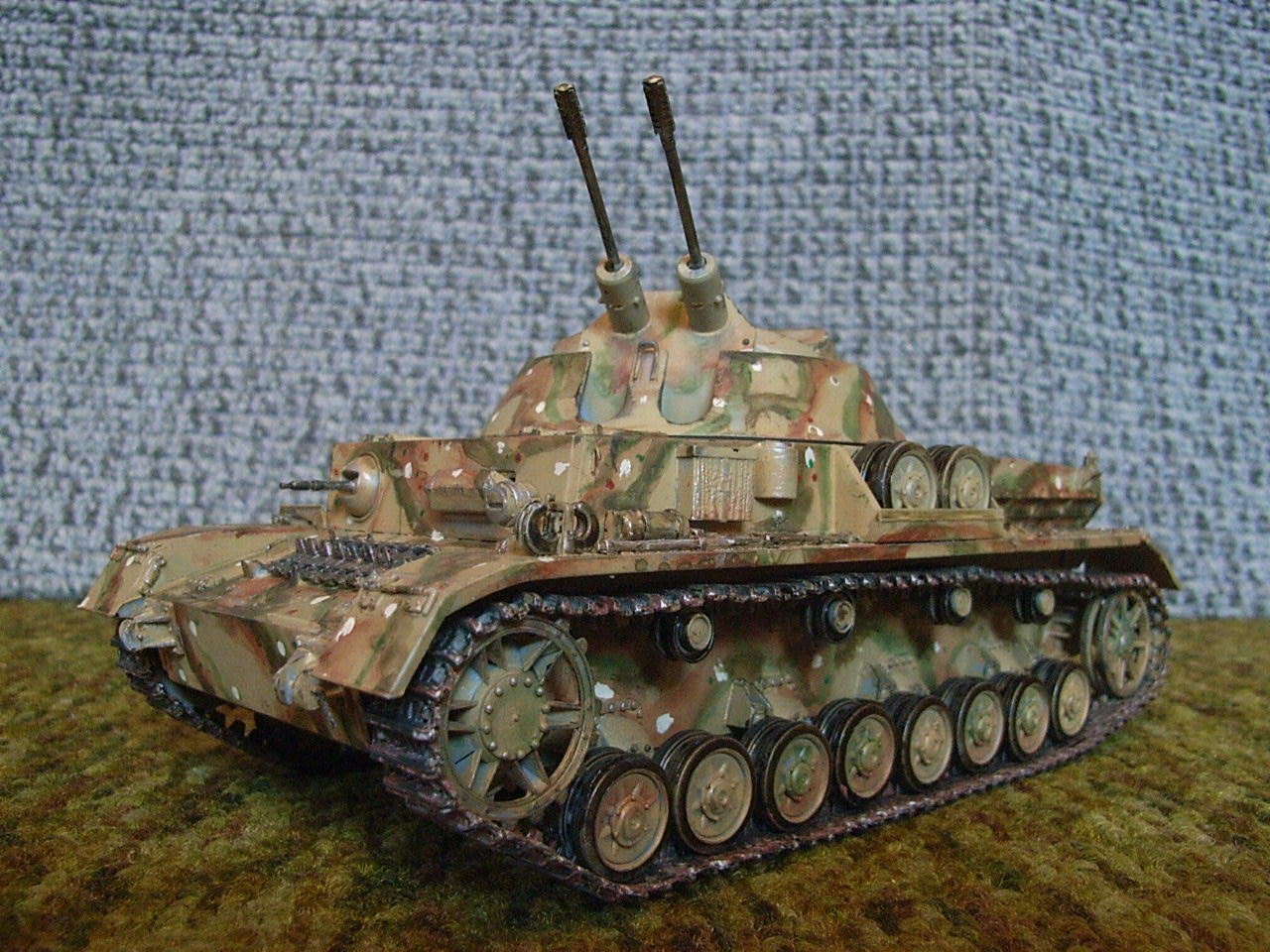
Flakpanzer Kugelblitz (maquette).

Flakpanzer IV est la désignation générale d'un char antiaérien allemand de la Seconde Guerre mondiale, utilisé pour protéger les unités blindées. Il fut  décliné en quatre versions, Möbelwagen, Wirbelwind, Ostwind et Kugelblitz.

## Historique
La supériorité aérienne de l'Allemagne du début de la première partie de la guerre a disparu en 1943 lorsqu'est décidé le développement d'un nouveau blindé anti-aérien. La Luftwaffe, écartelée entre ses missions d'appui feu sur les différents fronts et la défense du Reich contre les raids incessants des bombardiers anglo-américains, ne suffit en effet plus à la tâche. Un renforcement des capacités anti-aériennes des panzerdivisions est devenu nécessaire, mais aucun blindé satisfaisant n'est disponible et les quelques Flakpanzer I et 38(t) produits précédemment n'ont pas fait preuve d'une grande efficacité, du fait, entre autres, du manque de puissance de leur canon de 20 mm. Guderian a fini par convaincre Hitler qu'un nouveau Flakpanzer était nécessaire. Le Flakpanzer IV basé initialement sur un châssis de PzKpfw IV équipé d'un train de roulement simplifié, a alors été mis à l'étude en mai 1943. Ce dernier châssis n'ayant jamais été disponible, c'est finalement le châssis standard d'un PzKpfw IV de série qui a été choisi, avec pour armement un canon 43 L/60 de 37 mm. Le canon placé dans une tourelle à six côtés pouvait effectuer une rotation de 360° qui apportait une protection efficace contre les menaces aériennes. Il fut utilisé dans les unités Flugabwehrzug (pelotons antiaériens) des régiments de Panzer.

### Flakpanzer IVMöbelwagen
Le premier des Flakpanzer IV, le Möbelwagen (camion de déménagement) était un simple châssis de PzKfw IV (Ausf H ou J transformé) sur lequel était monté un canon Flak 43 de 37 mm en remplacement du 20 mm quadruple Flakvierling monté sur le prototype et dont la puissance d'arrêt avait été jugée insuffisante pour abattre les chasseurs bombardiers bien protégés utilisés aussi bien par les Soviétiques, comme le Sturmovik que par les Américains, avec leur P-47 Thunderbolt. Ce sont les quatre volets blindés rabattables pour le tir sur cible terrestre qui assuraient sa protection qui lui ont valu son surnom de camion de déménagement. Son équipage comportait sept hommes et 416 obus étaient transportés. Il a été produit à environ 240 exemplaires en 1944, les premiers envoyés directement en Normandie à la mi-juin 1944.

### Flakpanzer IVWirbelwind
Le manque de protection du Möbelwagen a conduit à la mise en service d'un modèle plus abouti, le Flakpanzer IV Wirbelwind (tourbillon), produit à 140 exemplaires. Il accueillait dans une tourelle ouverte à 9 côtés un 20 mm quadruple Flakvierling doté de 3 200 coups permettant 4 min de feu continu. La rotation de la tourelle était cependant lente, ce qui était peu idéal pour le combat contre des avions à basse altitude, mais ne posait pas de problèmes pour l'appui-feu contre des cibles terrestres, rôle dans lequel le char se montra d'une grande efficacité.

### Flakpanzer IVOstwind
Un troisième modèle, le Flakpanzer IV Ostwind (vent d'est), fut produit à 40 exemplaires. Il utilisait un Flak 43 approvisionné à 4 216 coups dans une tourelle à 6 côtés un peu mieux protégée (25 mm de blindage). Les 37 mm du calibre de son canon en ont fait un engin nettement plus efficace.

### Flakpanzer IVKugelblitz
Les trois modèles précédents n'étaient considérés que comme des modèles de transition avant la mise en service du Flakpanzer IV Kugelblitz (boule de foudre) armé de deux canons d'aviation de 30 mm. Une tourelle fermée à rotation rapide (360° en 25 secondes) et une cadence de 900 coups/min seulement limitée par un approvisionnement à 1 200 coups en auraient fait une arme redoutable si les alliés n'avaient conquis la Ruhr en 1945 après que seuls 5 exemplaires aient été produits.

## Fiche technique
- Equipage : 5 hommes (chef de char/tireur, 2 chargeurs, un pilote et un opérateur radio)
- Longueur : 5,89 m
- Largeur : 2,88
- Hauteur : 2,76 m
- Masse : 22-25 tonnes (selon les modèles)
- Moteur : 12-cylinder Maybach HL 120 TRM

300 PS (296 hp, 221 kW)
- Vitesse : 38 km/h
- Autonomie : 200 km
- Radio : FuG5 et FuG2
- Blindage : de 10 à 80 mm
- Armement : canon anti-aérien 43 L/60 de 3,7 cm avec 416 projectiles et une automitrailleuse de 7,92 mm. (élévation -6° +90° )
- Fabrication : Ostbau, 36 conversions de PzKpfw IV et 7 unités produites. Décembre 1944 à mars 1945